# Marco Mocci
Marco Mocci (ur. 19 września 1982 w Civitavecchia) – włoski kierowca wyścigowy.

## Kariera
Mocci rozpoczął karierę w międzynarodowych wyścigach samochodowych w 2002 roku od startów we  Włoskiej Formule Renault Monza. Z dorobkiem 120 punktów uplasował się tam na szóstej pozycji w klasyfikacji generalnej. Rok później we  Włoskiej Formuły Renault 2.0 został sklasyfikowany na czternastym miejscu w końcowej klasyfikacji kierowców. W późniejszych latach Włoch pojawiał się także w stawce 3000 Pro Series, Włoskiej Formuły 3000, Euroseries 3000, F3000 International Masters oraz International GT Open.